# Austin Coleman
Austin Daniel Coleman (Los Ángeles, California, 1983) es un ciclista profesional estadounidense de BMX y personalidad de la televisión de telerrealidad. Es conductor, junto con su socio Raisa Kuddus, de la serie Fresh Starters de HGTV.

## Biografía
Nació en Los Ángeles y es hijo de Freddie y Jeanette Coleman. Practica deportes desde la infancia y en particular comenzó a andar en patineta a los diez años hasta que consiguió la bicicleta BMX de su hermano mayor. Aunque su primer año como profesional fue el último año de la escuela secundaria, continuó sus carreras académicas y atléticas profesionales asistiendo simultáneamente a la Universidad del Sur de California con una Beca Académica y graduándose en mayo de 2006, con una licenciatura en Planificación y Desarrollo Urbano.

## Competencias
- X Games Asia 2010 Vert medallista de bronce[5]
- X Games Asia 2010 Mini Mega medallista de bronce[6]
- T-Mobile Extreme Playgrounds 2010 medallista de bronce[7]
- Dew Tour 2008 Park medallista de bronce[8]
- Action Sports World Tour 2008 medallista de plata[9]